# Élections législatives de 1956 dans la Seine-Maritime
Les élections législatives françaises de 1956 se tiennent le 2 janvier.
Ce sont les dernières élections législatives de la Quatrième république, après les élections de novembre 1946 et de juin 1951.

## Mode de scrutin
L'Assemblée nationale est composée de 626 sièges pourvus au scrutin proportionnel plurinominal suivant la règle de la plus forte moyenne dans le cadre départemental, sans panachage.
Le vote préférentiel est admis, en inscrivant un numéro d'ordre en face du nom d'un, de plusieurs ou de tous les candidats de la liste. Mais l'ordre ne pourra être modifié que si au moins la moitié des suffrages portés sur la liste est numéroté. Dans les faits les modifications ne dépasseront jamais les 7%.
La loi électorale du 7 mai 1951, dite loi des apparentements, reste en vigueur. Elle permet à la base une répartition des sièges à la représentation proportionnelle dans le département, mais si des listes « apparentées » avant le déroulement du scrutin obtiennent ensemble une majorité absolue de suffrages exprimés, elles reçoivent directement tous les sièges à pourvoir.
Dans le département du Seine-Maritime, douze députés sont à élire, dans deux circonscriptions :
1. La première correspond aux arrondissements de Rouen, de l'ancien arrondissement de Neufchâtel, plus une partie de celui d'Yvetot dotée de 6 sièges ;
2. La deuxième, également dotée de 6 sièges, regroupe les arrondissements du Havre, de Dieppe (moins celui de Neufchâtel) et le reste de celui d'Yvetot.

## Élus
| Député sortant      | Parti | Parti   | Député élu ou réélu | Parti | Parti     |
| ------------------- | ----- | ------- | ------------------- | ----- | --------- |
| 1re Circonscription |       |         |                     |       |           |
| Jean Capdeville     |       | SFIO    | Tony Larue          |       | SFIO      |
| André Marie         |       | Rad-soc | André Marie         |       | Rad-soc   |
| Georges Heuillard   |       | Rad-soc | Fernand Legagneux   |       | PCF       |
| Jean Lecanuet       |       | MRP     | Roland Leroy        |       | PCF       |
| Jacques Chastellain |       | CNIP    | Constant Lecœur     |       | G. ind-JR |
| Pierre Detoeuf      |       | CNIP    | René Tamarelle      |       | UFF       |
| 2e Circonscription  |       |         |                     |       |           |
| Jean Binot          |       | SFIO    | Jean Binot          |       | SFIO      |
| Lucien Deboudt      |       | Rad-soc | René Cance          |       | PCF       |
| Louis Siefridt      |       | MRP     | Louis Eudier        |       | PCF       |
| Pierre Courant      |       | CNIP    | Pierre Courant      |       | CNIP      |
| André Bettencourt   |       | CNIP    | André Bettencourt   |       | CNIP      |
| Raoul Becquet       |       | CNIP    | Roger Léger         |       | UFF       |

## Résultats

### Première circonscription  (Rouen-Neufchâtel)
- Un apparentement de type Front Républicain réunit les listes SFIO et G. ind-JR.

| Parti    | Parti             | Tête de liste       | Résultats | Résultats | Appar. | Appar. | Sièges |
| Parti    | Parti             | Tête de liste       | Voix      | %         | Voix   | %      | Nb.    |
| -------- | ----------------- | ------------------- | --------- | --------- | ------ | ------ | ------ |
|          | PCF               | Fernand Legagneux   | 72 824    | 30,45     | -      | -      | 2 2    |
|          | SFIO              | Tony Larue          | 54 269    | 22,69     | 32 731 | 13,69  | 1      |
|          | G. ind-JR         | Constant Lecœur     | 54 269    | 22,69     | 21 538 | 9,01   | 1 1    |
|          | Rad-soc           | André Marie         | 30 949    | 12,94     | -      | -      | 1 1    |
|          | UFF               | René Tamarelle      | 26 700    | 11,17     | -      | -      | 1 1    |
|          | MRP               | Jean Lecanuet       | 24 668    | 10,32     | -      | -      | 1 1    |
|          | CNIP-ARS-Rép. soc | Jacques Chastellain | 23 370    | 9,77      | -      | -      | 0 2    |
|          | Réf. État         | Jean Trévilly       | 3 777     | 1,58      | -      | -      | 0      |
|          |                   |                     |           |           |        |        |        |
| Inscrits | Inscrits          | Inscrits            | 294 737   | 100,00    |        |        | 6      |
| Votants  | Votants           | Votants             | 249 721   | 84,73     |        |        |        |
| Exprimés | Exprimés          | Exprimés            | 239 134   | 95,76     |        |        |        |

### Deuxième circonscription  (Le Havre-Dieppe)
- Un apparentement est conclu en soutien à la majorité sortante, entre les listes CNIP-ARS, MRP, Rép. soc et RGR.

| Parti    | Parti     | Tête de liste  | Résultats | Résultats | Appar. | Appar. | Sièges |
| Parti    | Parti     | Tête de liste  | Voix      | %         | Voix   | %      | Nb.    |
| -------- | --------- | -------------- | --------- | --------- | ------ | ------ | ------ |
|          | CNIP-ARS  | Pierre Courant | 72 214    | 33,17     | 44 638 | 20,50  | 2 2    |
|          | MRP       | Louis Siefridt | 72 214    | 33,17     | 13 933 | 6,40   | 0 1    |
|          | Rép. soc  | Paul Denis     | 72 214    | 33,17     | 9 863  | 4,53   | 0      |
|          | RGR       | Maxime Pacaud  | 72 214    | 33,17     | 3 780  | 1,74   | 0      |
|          | PCF       | René Cance     | 67 287    | 30,91     | -      | -      | 2 2    |
|          | UFF       | Roger Léger    | 26 706    | 12,27     | -      | -      | 1 1    |
|          | SFIO      | Jean Binot     | 25 764    | 11,83     | -      | -      | 1      |
|          | Rad-soc   | Lucien Deboudt | 21 956    | 10,09     | -      | -      | 0 1    |
|          | G. ind-JR | Jean Lecerf    | 28        | 0,01      | -      | -      | 0      |
|          |           |                |           |           |        |        |        |
| Inscrits | Inscrits  | Inscrits       | 271 423   | 100,00    |        |        | 6      |
| Votants  | Votants   | Votants        | 227 266   | 83,73     |        |        |        |
| Exprimés | Exprimés  | Exprimés       | 217 707   | 95,79     |        |        |        |